# Figueira (Lamego)
Figueira ist eine Gemeinde (Freguesia) im portugiesischen Kreis Lamego. In ihr leben 279 Einwohner (Stand 19. April 2021).